# Ida zu Waldeck und Pyrmont

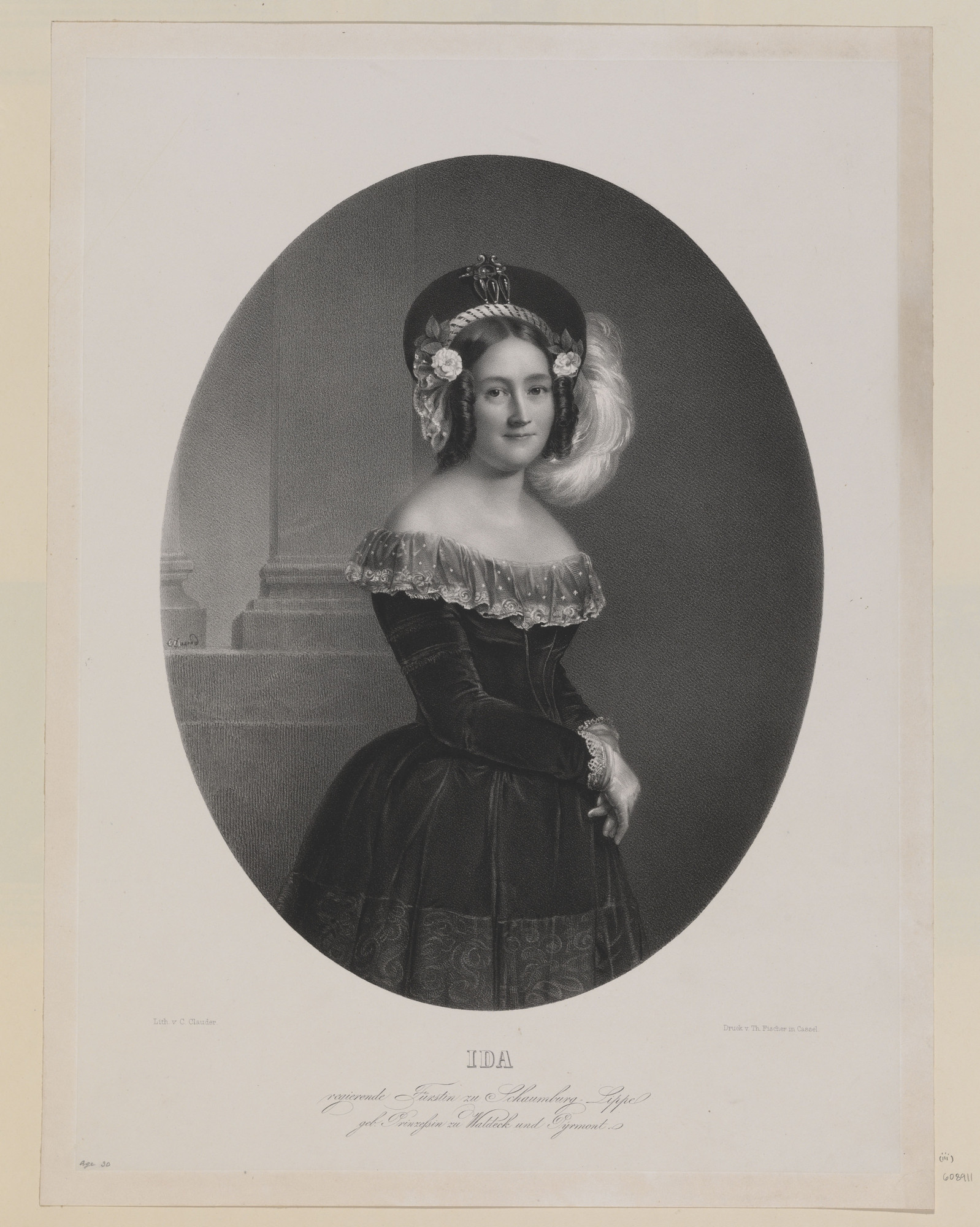
Ida zu Waldeck und Pyrmont, Fürstin zu Schaumburg-Lippe

Ida Karoline Luise zu Waldeck und Pyrmont (* 26. September 1796 in Rhoden; † 2. April 1869 in Menton, Frankreich) war eine deutsche Prinzessin aus dem Haus Waldeck und durch Heirat von 1816 bis 1860 Fürstin zu Schaumburg-Lippe.

## Leben
Ida zu Waldeck und Pyrmont war das achte Kind des späteren Fürsten Georg I. zu Waldeck-Pyrmont und dessen Ehefrau Auguste von Schwarzburg-Sonderhausen. Ida versah von 1806 bis 1816 zunächst das Amt der Äbtissin des Stifts Schaaken.
Am 23. Juni 1816 heiratete Ida zu Waldeck und Pyrmont in Arolsen den Schaumburger Fürsten Georg Wilhelm. Als Fürstin sorgte sie sich in erster Linie um soziale Belange. So gehen verschiedene Armenspeisungen, andere humanitäre Initiativen sowie Schuldenerlasse auf ihr Betreiben zurück. Auch nahm sie die Bittschriften der Bevölkerung entgegen und empfahl diese gegebenenfalls an ihren Ehemann. Auf Idas Veranlassung hin ließ Georg Wilhelm den Wilhelms- sowie Idaturm als Arbeitsmaßnahme für die Bevölkerung errichten. Des Weiteren wurde auf ihren Wunsch um 1820 das verfallene Schloss Arensburg zu einem Landsitz um- und ausgebaut. Ferner entwickelte sich unter Fürstin Ida an der bisher eher sparsamen Residenz Bückeburg mehr Prachtentfaltung, unter anderem wurden nun vermehrt Hofbälle gegeben.
Ida zu Waldeck und Pyrmont widmete ihr Interesse der Geologie und ließ der k. k. Geologischen Reichsanstalt regelmäßig geologische Objekte zukommen.
Nachdem die Herrschaft Náchod-Chwalkowitz in den Besitz Georg Wilhelms gekommen war, unternahm das Fürstenpaar regelmäßig Reisen dorthin. Die Parkanlagen bei Schloss Náchod und Ratibořice verdanken ihre Entstehung Ida. Insbesondere sie schätzte diese Gegend und erwarb später auch ein dort gelegenes Heilbad. Ebenfalls im Besitz der Fürstin befand sich seit 1827 das Rittergut Wildenborn.
Nach dem Tod ihres Ehemannes bezog Ida ihren Witwensitz im Alten Fürstlichen Palais in der Bückeburger Schulstraße.
Seit dem Winterbeginn 1868 hielt sich Ida zu Waldeck und Pyrmont in Menton auf, wo sie im Alter von 72 Jahren verstarb. Sie wurde am 23. April 1869 im Mausoleum Stadthagen beigesetzt.

## Nachkommen
Aus der Ehe mit Georg Wilhelm gingen neun Kinder hervor:
- Adolf I. (1817–1893) ⚭ 1844 Prinzessin Hermine zu Waldeck-Pyrmont (1827–1910)
- Mathilde Auguste (1818–1891) ⚭ 1843 Herzog Eugen Erdmann von Württemberg (1820–1875)
- Adelheid Christine (1821–1899) ⚭ 1841–1848 Herzog Friedrich von Schleswig-Holstein-Sonderburg-Glücksburg ⚭ 1854 ihren ersten Ehemann erneut
- Ernst August (1822–1831)
- Ida Marie Auguste (1824–1894)
- Emma Auguste (1827–1828)
- Wilhelm Karl August (1834–1906) ⚭ 1862  Prinzessin Bathildis Amalgunde von Anhalt-Dessau
- Hermann Otto (*/† 1839)
- Elisabeth Wilhelmine (1841–1926) ⚭ 1866–1868 Fürst Wilhelm von Hanau (1836–1902)